# Poul Nyrup (filmmand)
|  | For den danske tidligere statsminister, se Poul Nyrup Rasmussen |
Poul Nyrup Sørensen (født 28. februar 1934, død 18. januar 1982) var en dansk lydmand, instruktør og manuskriptforfatter.
Poul Nyrup var oprindeligt uddannet som sadelmager, men blev senere uddannet tonemester. Han arbejdede bl.a. på piratradiostationen Radio Mercur og D.C.R., men fik senere job på filmselskaberne Laterna Film, Dansk Film Compagni og Saga Film. Han var i 1960 tonemester på Sagas Soldaterkammerater på vagt og arbejdede i begyndelsen af 1960'erne som tonemester på en række andre danske film, bl.a. den dansk-amerikanske monsterfilm Reptilicus.
Poul Nyrup ønskede imidlertid tillige at skabe film, og i 1963 skrev, producerede og instruerede han exploitation-filmen Mellem venner om en gruppe unge, herunder flere letpåklædte kvinder, der drikker, fester og begår diverse kriminalitet. Filmen blev indspillet med ukendte skuespillere, deriblandt hans venner fra Radio Mercur, men opnåede en vis opmærksomhed, og blev distribueret i udlandet; i engelsktalende lande som Days of Sins and Nights of Nymphomania og med "... Beyond Booze!" som tagline.
Mellem venner blev fulgt op af to andre exploitation-film, Villa Vennely (1964) og Stenbroens "Helte" (1965), som Nyrup også skrev, producerede og instruerede efter samme opskrift, en festlig, bevidst lavkulturel blanding af vold, sex og rockmusik, som trak tilskuere til billetlugen men blev udskældt af anmelderne.  Herefter stoppede han karrieren som instruktør. 
Alle tre film havde Leif Jedig som chefproducent. De blev i 1980'erne udsendt på VHS fra Video International og derefter solgt som hjemmelavede bånd fra Jedigs butikskæde Video Netto, men forsvandt derefter fra videomarkedet og har aldrig været udsendt på dvd. Filmene blev omkring 2002 genopdaget via en artikel i det danske fanzine Stay Sick! og i 2005 vist som kultfilm på NatFilm Festivalen. I december 2024 udkom de på Blu-ray som bonus i et bokssæt med Nicolas Winding Refns Pusher-trilogi.
Efter de tre film, han huskes for, var Nyrup tonemester på folkekomedien Far laver sovsen (1967) og på den prisbelønnede Midt i en jazztid (1969).